# Città tardo barocche del Val di Noto
Le città tardo-barocche del Val di Noto (Sud est Sicilia) sono un sito seriale inserito dall'UNESCO nella lista del Patrimonio dell'umanità nel 2002 che comprende otto società urbane (Caltagirone, Militello in Val di Catania, Catania, Modica, Noto, Palazzolo Acreide, Ragusa e Scicli) del distretto del Val di Noto, colpite dal terremoto nel 1693. Queste città vennero ricostruite in un gusto tardo-barocco unitario e riconoscibile che le caratterizza ancora oggi.

## Storia
In seguito al Terremoto del Val di Noto del 1693, i maggiori centri urbani del Vallo vennero ridotti in macerie. La successiva ricostruzione dei primi decenni del XVIII secolo vede le città sconvolte dal sisma adottare soluzioni architettoniche e artistiche che caratterizzano l'intero Vallo. Questa vera e propria fioritura del gusto barocco è stata riconosciuta nel 2002 quale patrimonio dell'umanità da parte dell'organizzazione sovranazionale UNESCO sulla base delle quattro motivazioni seguenti:
1. Le città assegnate al titolo di Città tardo barocche del Val di Noto (Sicilia sud orientale) - Late Baroque Towns of the Val di Noto (South-Eastern Sicily) costituiscono un'eccezionale testimonianza dell'arte e dell'architettura del tardo Barocco[2];
2. esse rappresentano il culmine e l'ultima fioritura del Barocco europeo[2];
3. la qualità di questo patrimonio è risaltata anche dall'omogeneità, causata dalla contemporanea ricostruzione delle città[2];
4. le otto città sono in permanente rischio a causa dei terremoti e delle eruzioni dell'Etna[2].

In realtà nell'elenco dell'UNESCO appaiono anche altre città che in occasione del terremoto del 1693 e negli anni successivi della ricostruzione non erano comprese nel Vallo di Noto. Di fatto vengono inserite nell'elenco le città ricostruite dopo il sisma detto del Val di Noto poiché l'epicentro venne identificato propriamente nel territorio del Vallo, ma che amministrativamente e fisicamente non vi appartenevano: è il caso di Catania, ma anche della nomina di Acireale, entrambe sconvolte dal sisma, ma situate in quel tempo entro i confini del Val Demone.
La particolarità della "identità" comune per le città selezionate deriva soprattutto dalla mirabile ricostruzione avvenuta in seguito al detto evento sismico. Vi sono infatti degli esempi mirabili dell'arte e dell'architettura tardo barocca di cui costituiscono un momento di sintesi, presentando notevoli caratteri di omogeneità urbanistica ed architettonica.
A fronte di queste caratteristiche, il circuito delle città del Val di Noto è stato iscritto nel registro dell'UNESCO. Questo importante risultato sta determinando una positiva ricaduta economica nell'intera area, a fronte di un aumento delle presenze turistiche nella zona e per la nascita di molteplici strutture ricettive.
Tuttavia a minacciare l'integrità paesaggistica vi è il tentativo, da parte di una società petrolifera texana, di avviare una serie di progetti per l'estrazione di petrolio dal sottosuolo. Questa richiesta che mal si concilia con le sue aspirazioni turistiche è stata inizialmente appoggiata dalla Regione Siciliana e successivamente bloccata dall'allora assessore Regionale Fabio Granata nel 2003. Ad oggi la società, ancora decisa a portare avanti il suo progetto, ha fatto inizialmente ricorso al TAR della Sicilia, successivamente ha annunciato lo "stop" alle trivellazioni; tuttavia questa decisione viene comunque contestata dagli ambientalisti perché il fermo riguarda una parte del territorio interessato.

## Monumenti barocchi
I seguenti sono i monumenti barocchi dichiarati patrimoni dell'umanità

### Caltagirone
- Chiesa di Maria Santissima del Monte
- Cattedrale di San Giuliano
- Chiesa di San Giuseppe
- Chiesa di San Domenico (o Del Rosario) e Convento dei Domenicani
- Chiesa del Santissimo Salvatore e Monastero delle Benedettine
- Chiesa di Santa Chiara e Santa Rita e Monastero delle Clarisse
- Chiesa della Circoncisione di Gesù ed ex Collegio dei Gesuiti
- Ex Corte Capitanale
- Museo Civico - Ex Carcere Borbonico
- Ex Monte delle Prestanze
- Chiesa e Monastero di Santo Stefano
- Chiesa e Convento di San Francesco D'Assisi
- Teatrino Bonajuto
- Palazzo Sant'Elia
- Palazzo Gravina
- Scalinata di Santa Maria del Monte
- Ponte di San Francesco
- Tondo Vecchio

### Catania
- Chiesa della Badia di Sant'Agata
- Cattedrale di Sant'Agata
- Basilica Collegiata (S. Maria dell'Elemosina, Regia Cappella)
- Collegio Gesuitico in via dei Crociferi
- Chiesa di San Benedetto in via dei Crociferi
- Chiesa di San Giuliano in via dei Crociferi
- Chiesa di San Francesco Borgia
- Chiesa e Monastero della Santissima Trinità
- Chiesa di San Nicolò l'Arena
- Monastero di San Nicolò l'Arena
- Palazzo del Seminario dei Chierici
- Palazzo Biscari
- Palazzo Manganelli
- Palazzo Municipale (Palazzo degli Elefanti)

### Militello in Val di Catania
- Chiesa di San Nicolò e del Santissimo Salvatore
- Chiesa di Santa Maria della Stella

### Modica
- Duomo di San Pietro
- Duomo di San Giorgio
- Chiesa del Carmine
- Santuario della Madonna delle Grazie
- Chiesa di Santa Maria del Soccorso
- Chiesa di San Domenico
- Chiesa di Santa Teresa d'Avila
- Palazzo Polara
- Palazzo Napolino-Tommasi Rosso
- Palazzo Tommasi Rosso Tedeschi
- Palazzo Cannizzaro
- Palazzo Manenti
- Palazzo de Mercedari
- Palazzo Rubino Trombadore

### Palazzolo Acreide
- Basilica di San Sebastiano
- Basilica di San Paolo

### Noto
- Chiesa di Santa Chiara (Santa Maria Assunta)
- Chiesa del Santissimo Crocifisso
- Chiesa di San Domenico
- Chiesa di Montevergine (intitolata a San Girolamo)
- Chiesa di San Francesco d'Assisi all'Immacolata (Noto)
- Chiesa di Santa Maria del Carmelo (Chiesa del Carmine)
- Chiesa di Santa Maria dell'Arco
- Chiesa di San Nicolò
- Chiesa e Convento del SS. Salvatore
- Chiesa di San Carlo ed ex Collegio dei Gesuiti
- Palazzo Ducezio
- Palazzo Impellizzeri
- Palazzo Landolina
- Palazzo Nicolaci di Villadorata
- Palazzo Rau
- Palazzo Trigona

### Ragusa
- Chiesa delle Santissime Anime del Purgatorio
- Chiesa di San Giovanni Battista
- Chiesa di Santa Maria dei Miracoli
- Chiesa di Santa Maria dell'Itria
- Chiesa di San Filippo Neri
- Chiesa e Convento di San Francesco Immacolata
- Duomo di San Giorgio (Ragusa)
- Chiesa e Convento di Santa Maria del Gesù
- Chiesa di San Giuseppe
- Chiesa di Santa Maria delle Scale
- Palazzo della Cancelleria Vecchia
- Palazzo Cosentini
- Palazzo Battaglia
- Palazzo Bertini
- Palazzo La Rocca
- Palazzo Sortino Trono
- Palazzo Zacco
- Palazzo Vescovile

### Scicli
- Chiesa di S. Giovanni Evangelista [Via Mormina Penna]
- Chiesa di S. Michele Arcangelo [Via Mormina Penna]
- Chiesa di Santa Teresa [Via Mormina Penna]
- Palazzo Beneventano
- Palazzo Spadaro [Via Mormina Penna]
- Palazzo Veneziano Sgarlata [Via Mormina Penna]

## Galleria d'immagini

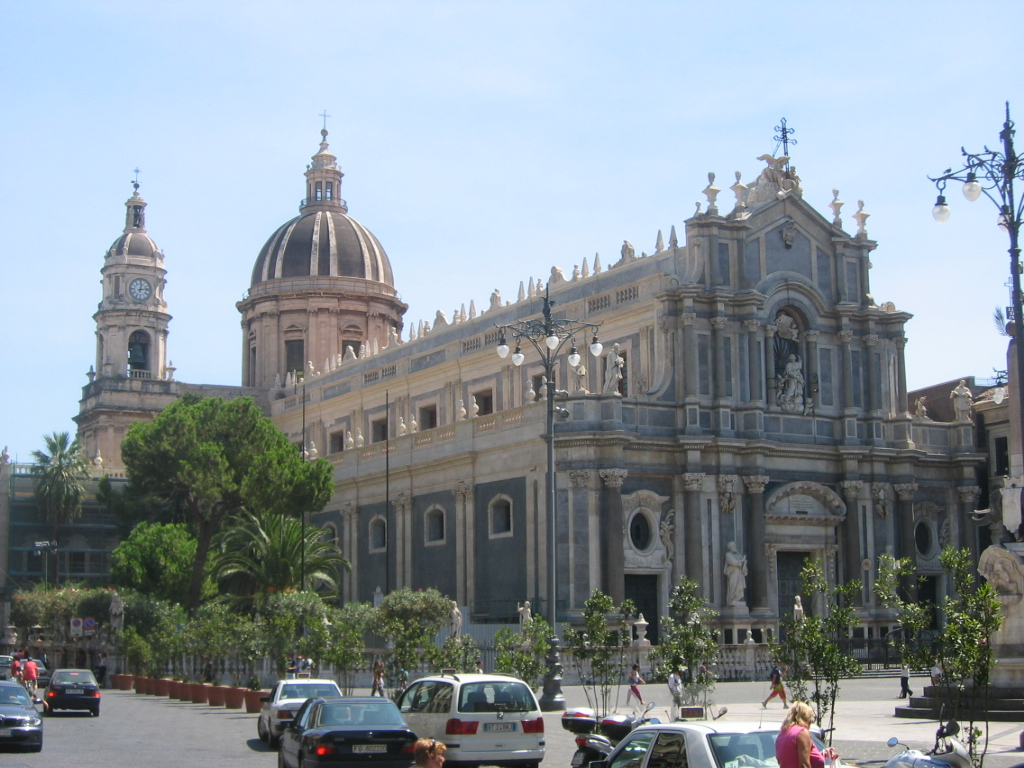
La Cattedrale di Sant'Agata - Catania
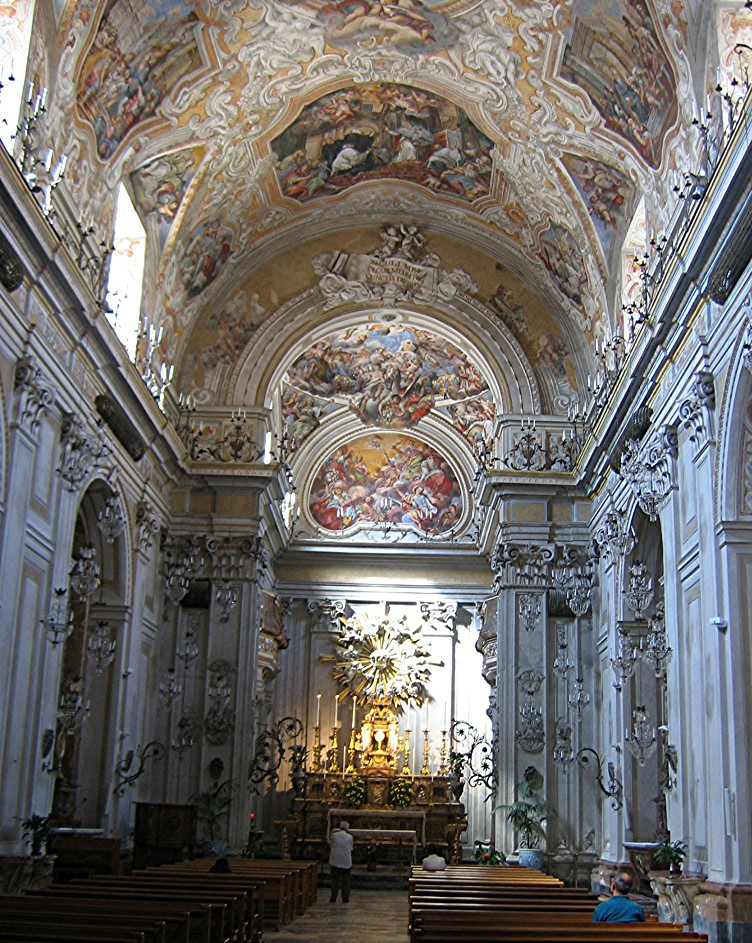
La chiesa di San Benedetto - Catania
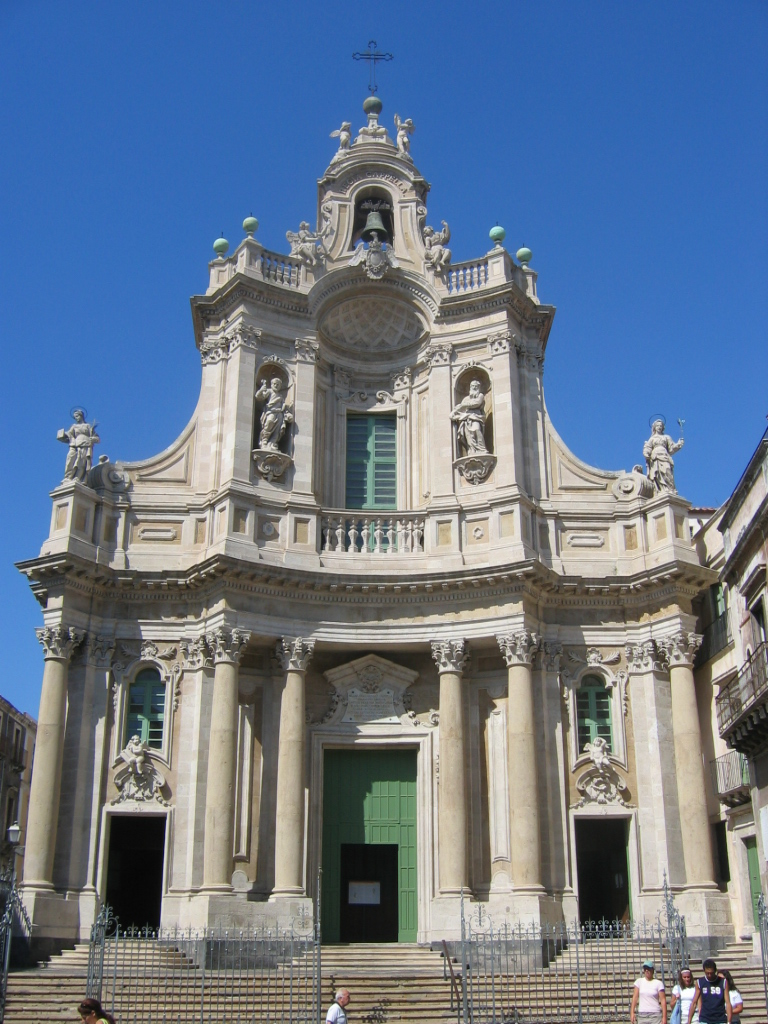
La basilica Collegiata - Catania
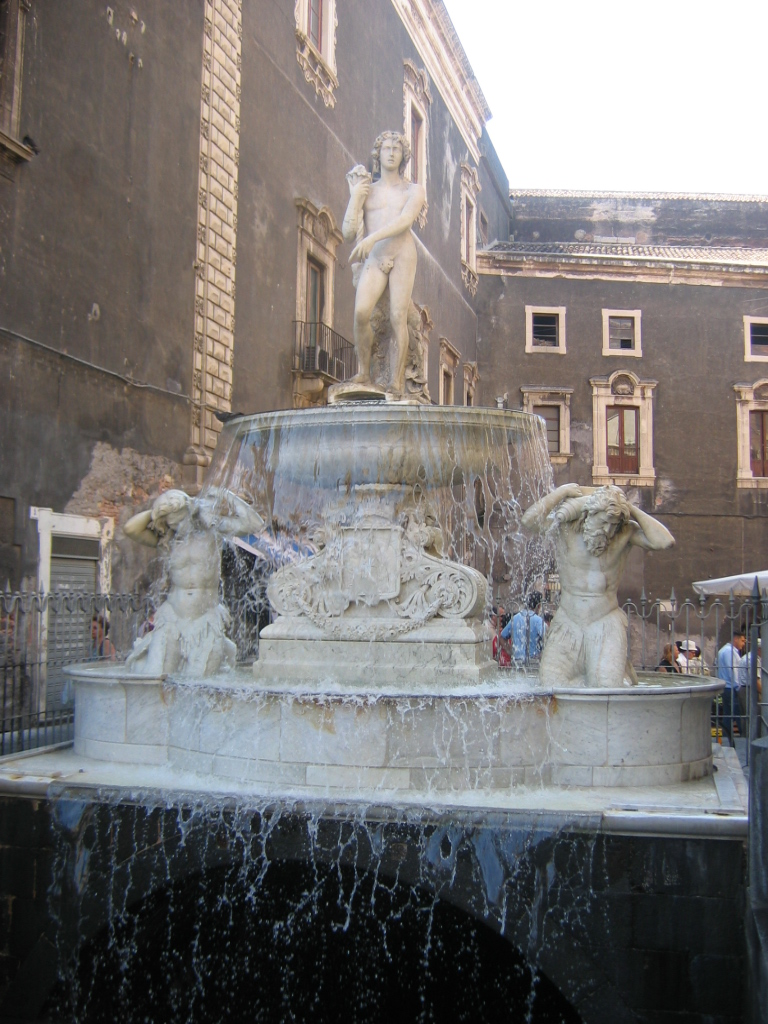
La fontana dell'Amenano - Catania
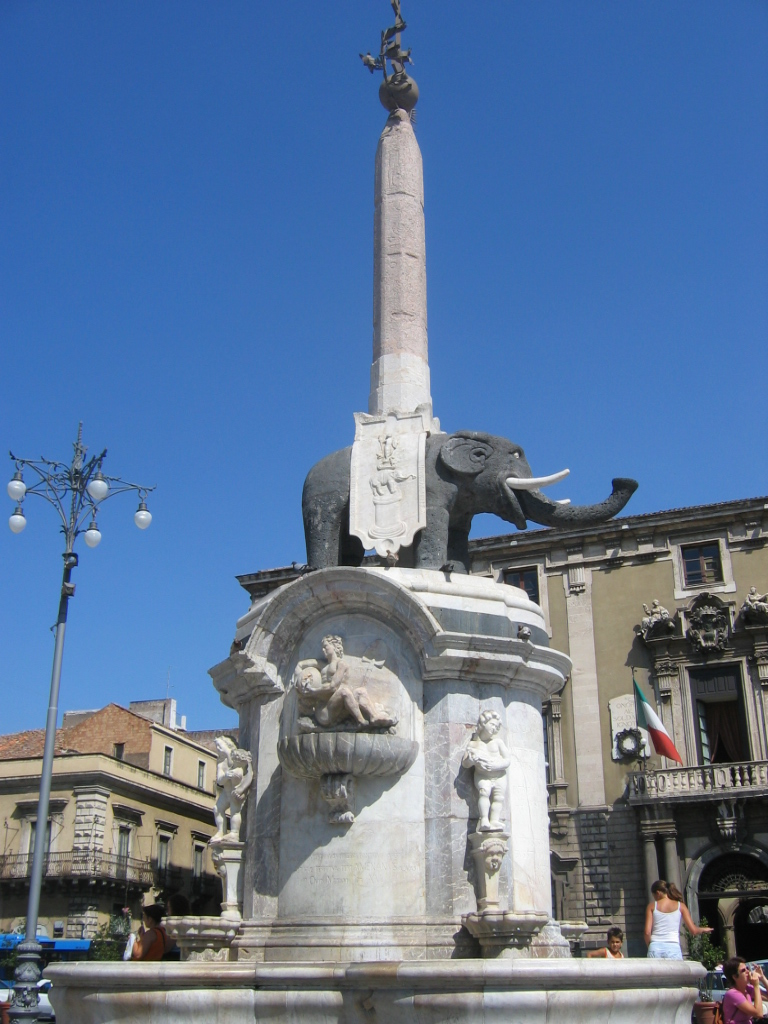
La fontana dell'Elefante - Catania
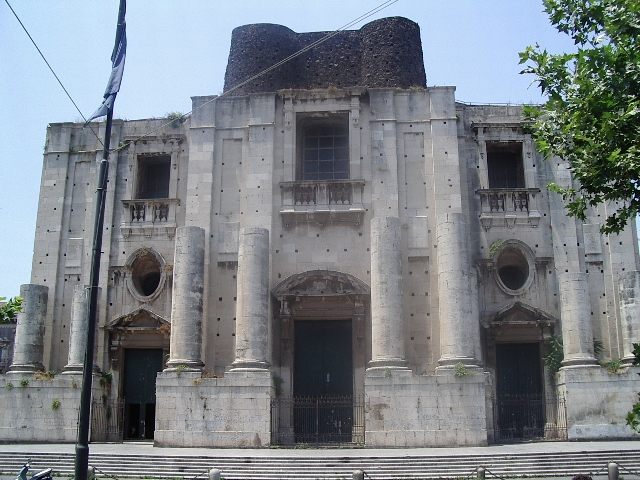
La chiesa di San Nicolò l'Arena - Catania
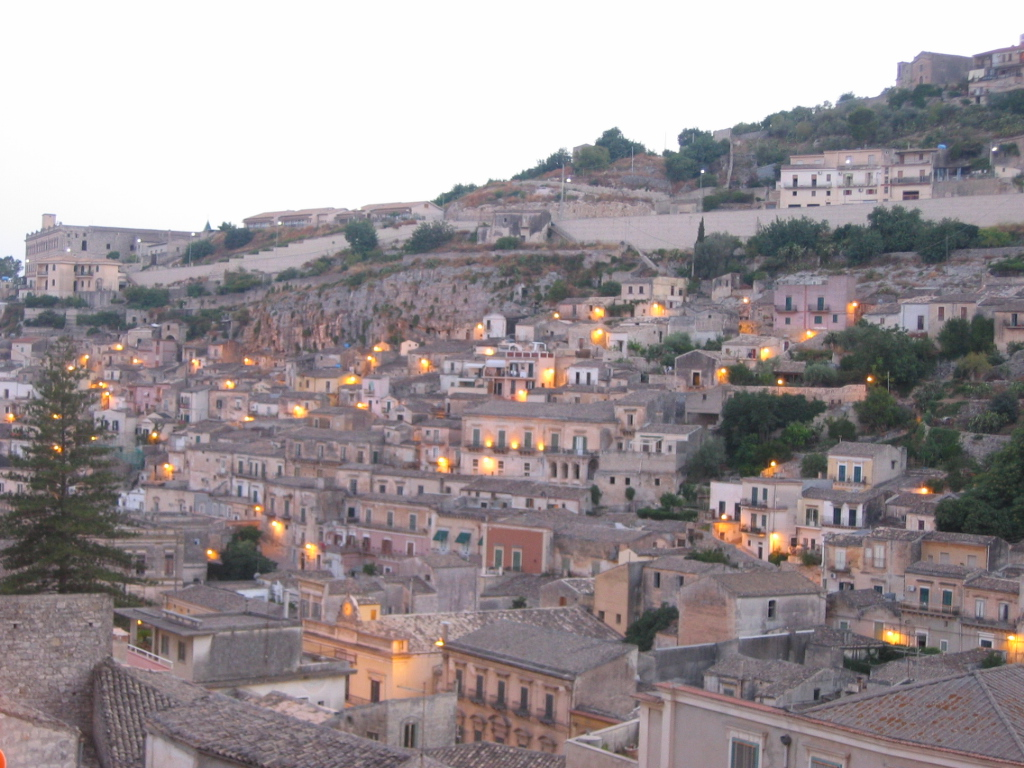
Vista di Modica
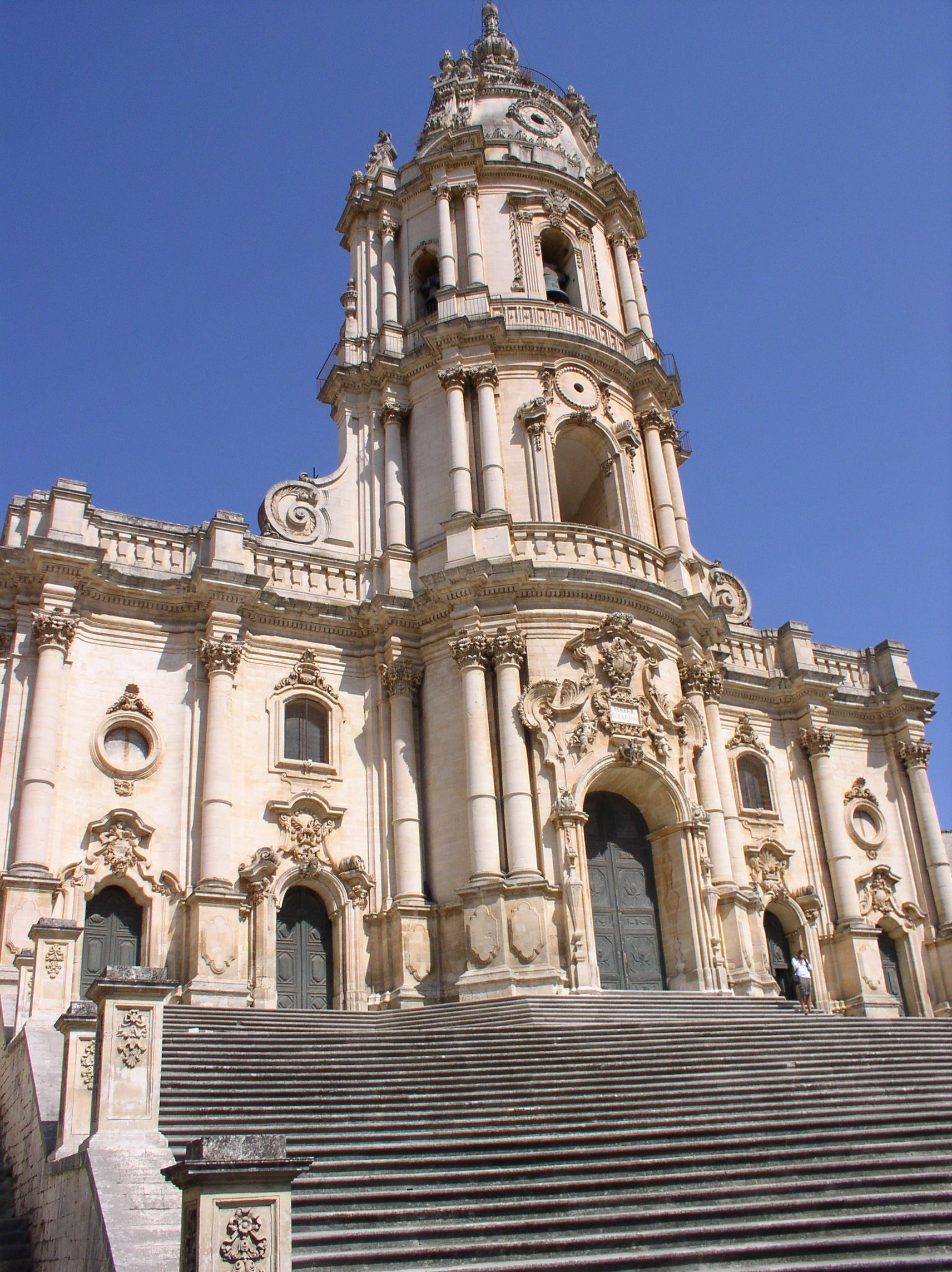
Il duomo di San Giorgio (Modica)
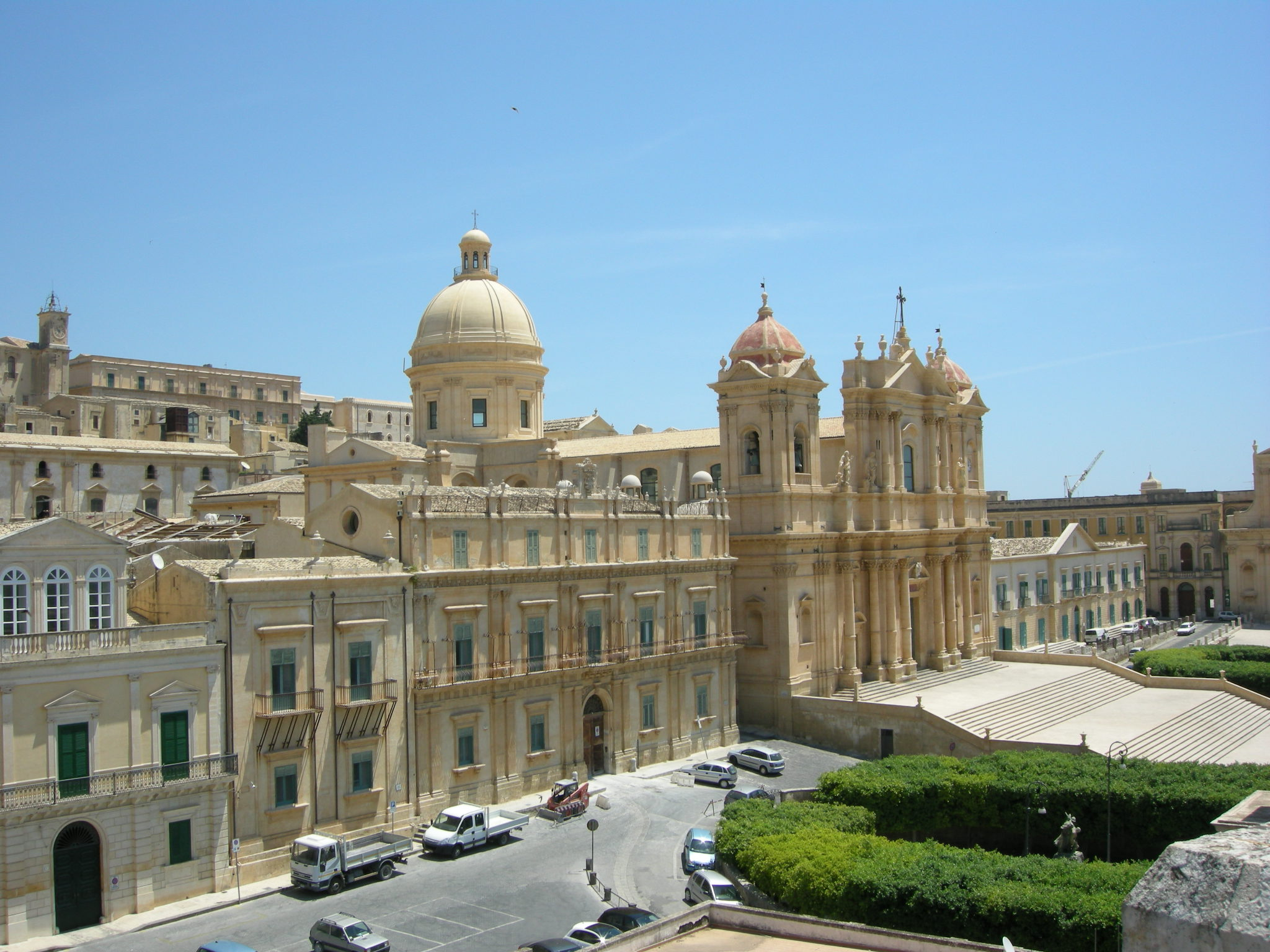
La cattedrale di Noto
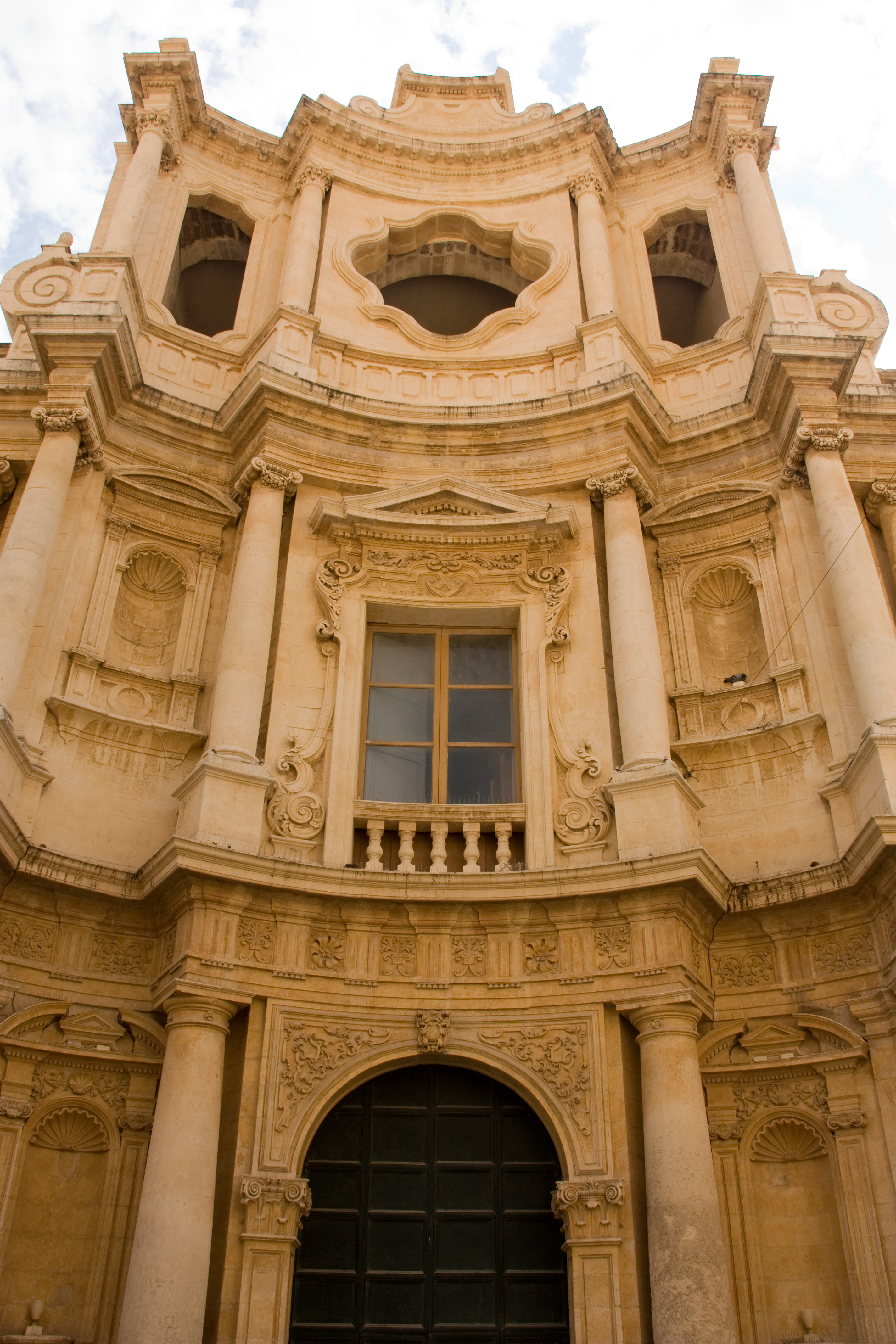
Chiesa di San Carlo Borromeo al Corso - Noto
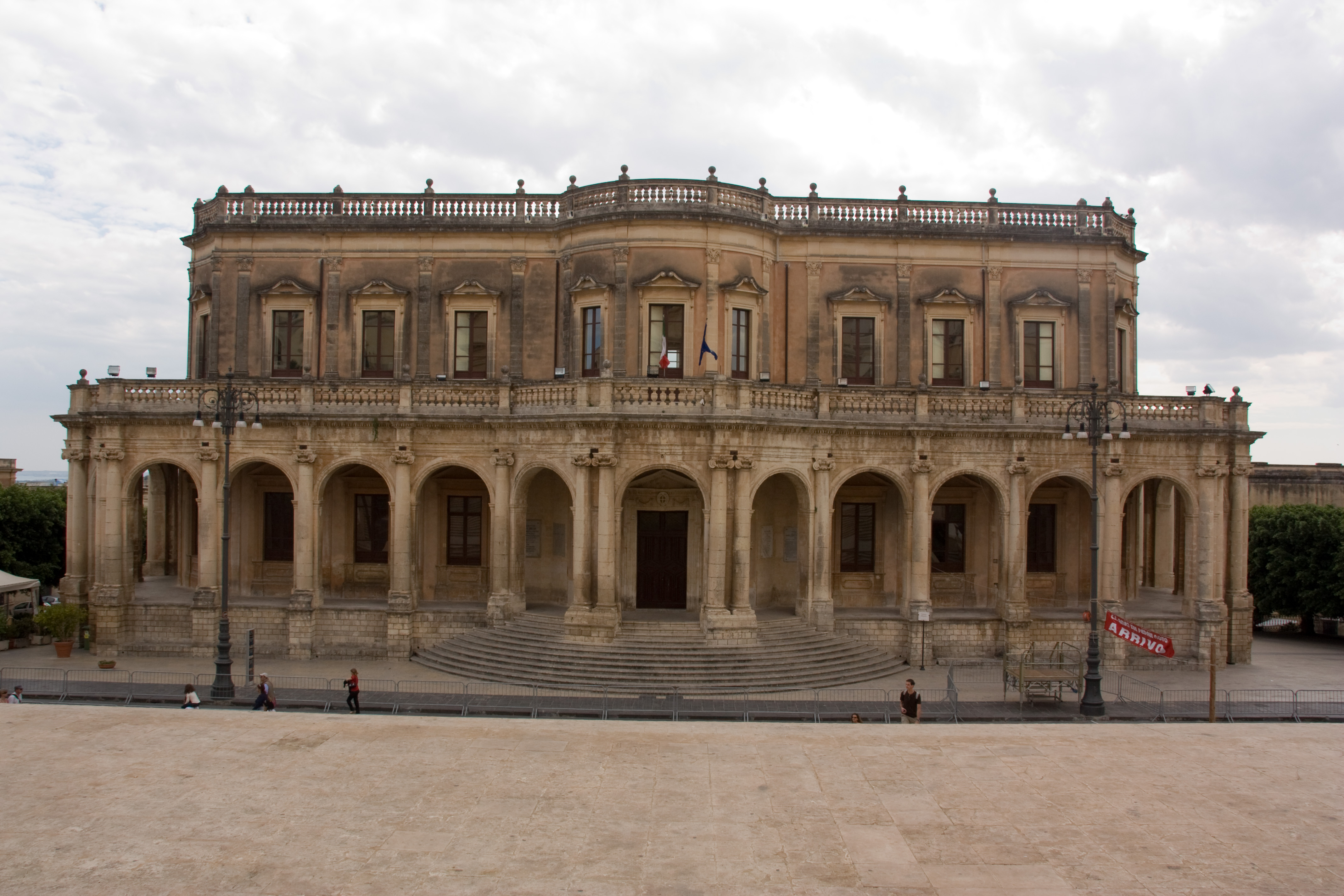
Palazzo Ducezio - Noto
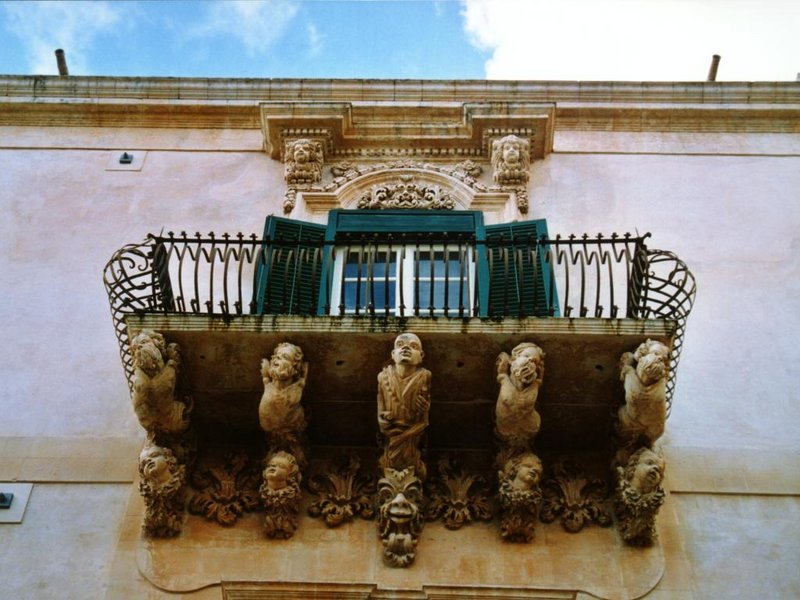
Il palazzo Villadorada - Noto
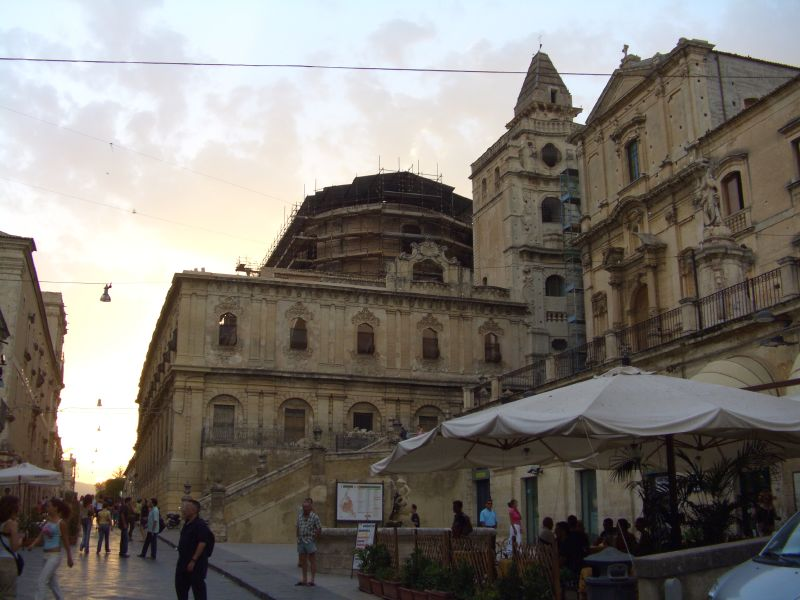
Piazza dell'Immacolata - Noto
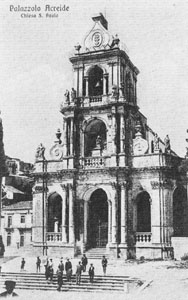
La chiesa di San Paolo - Palazzolo Acreide
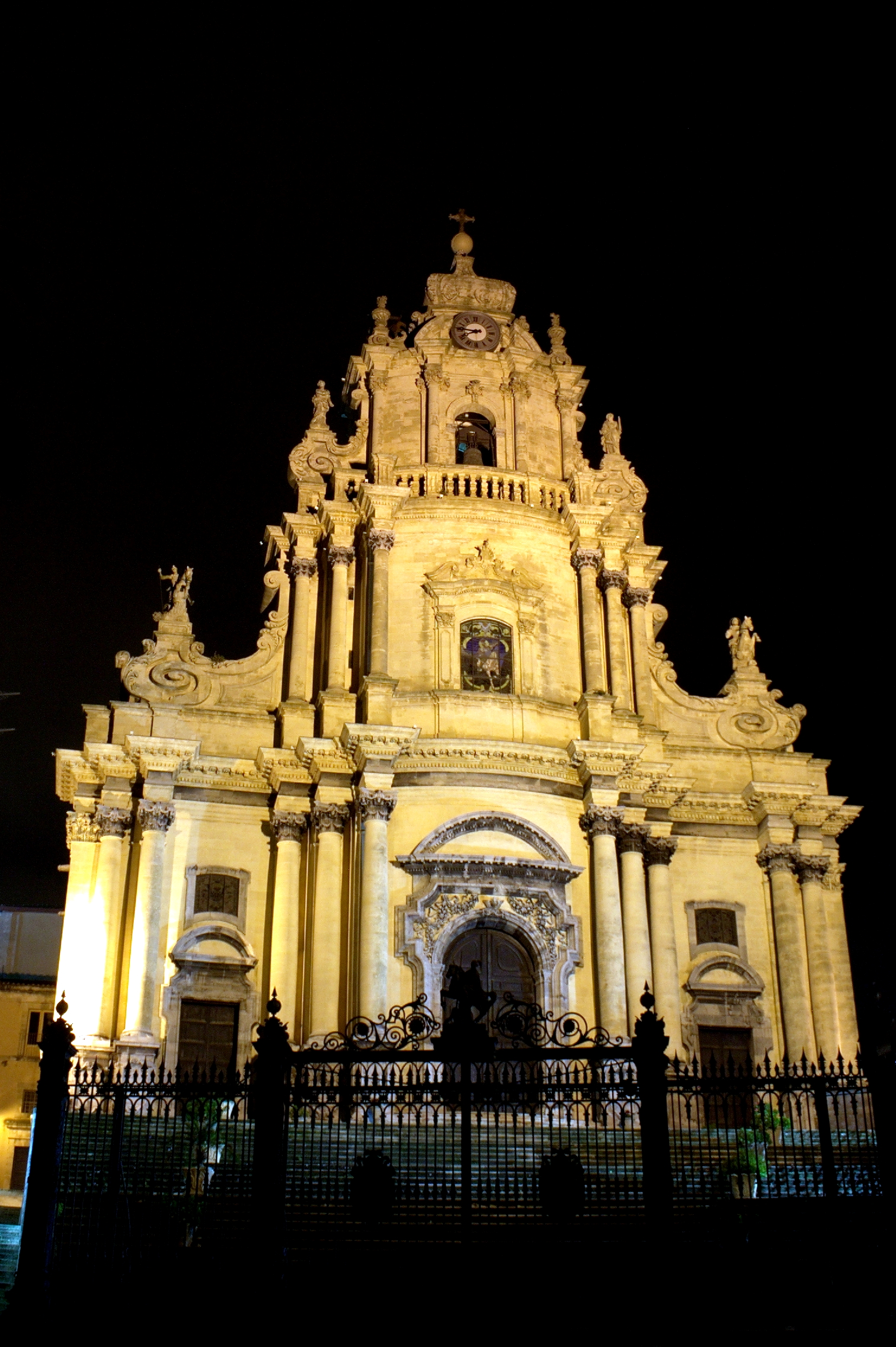
Duomo di San Giorgio (Ragusa)
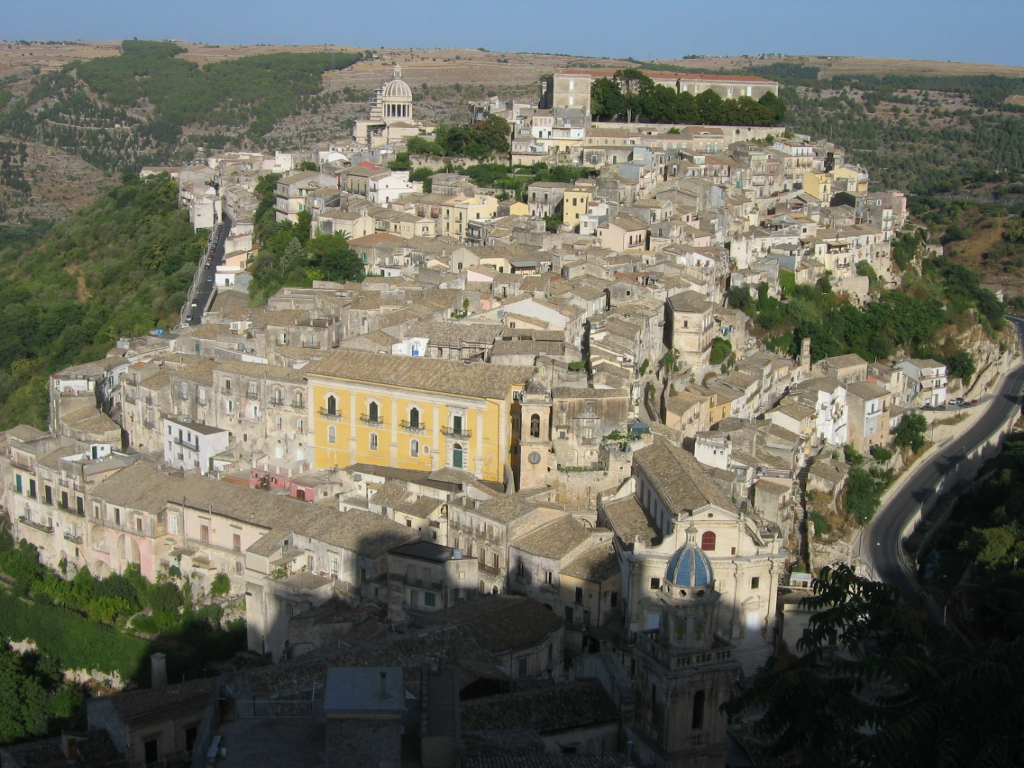
Vista di Ragusa Ibla
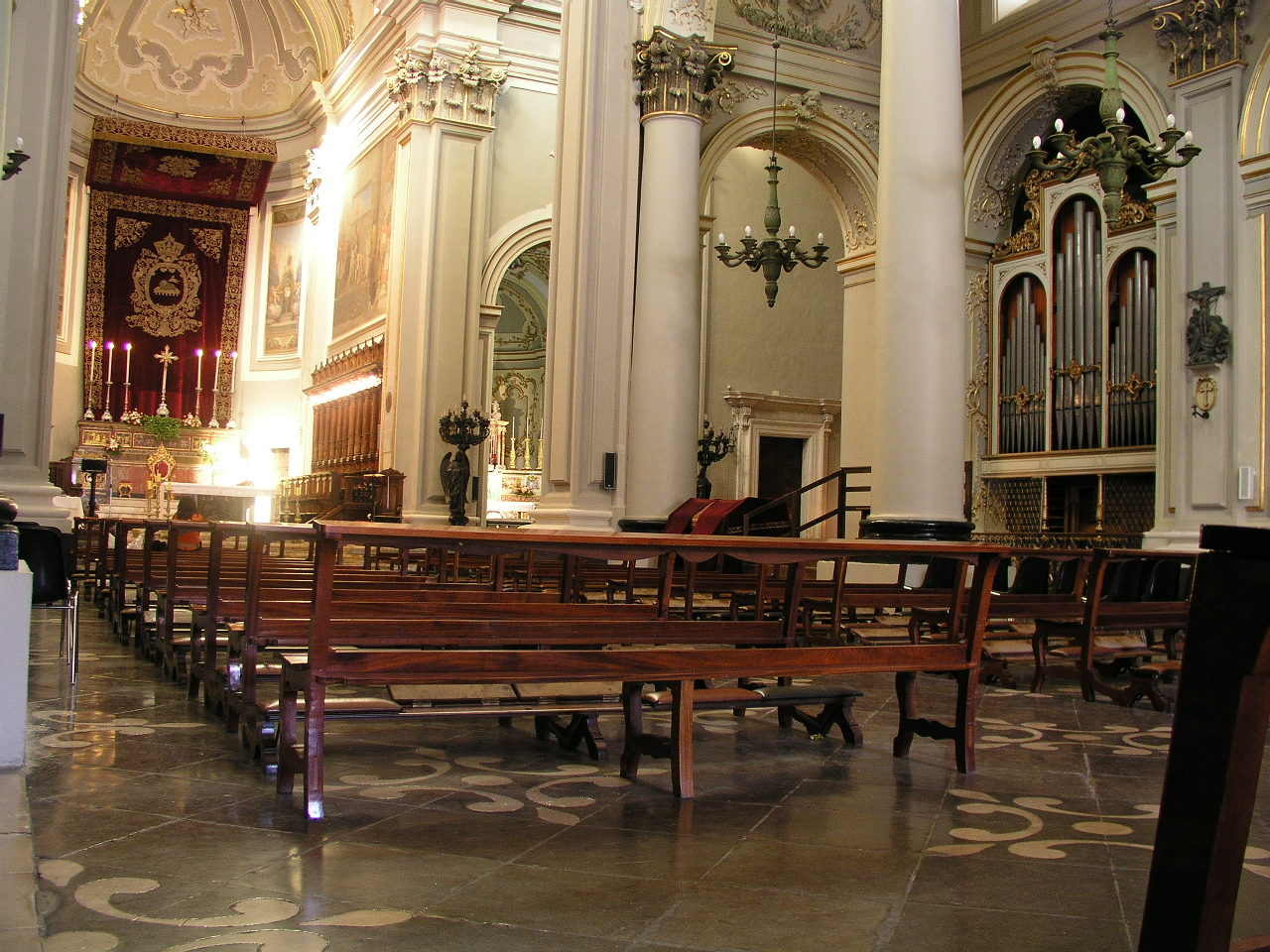
La cattedrale di San Giovanni Battista - Ragusa
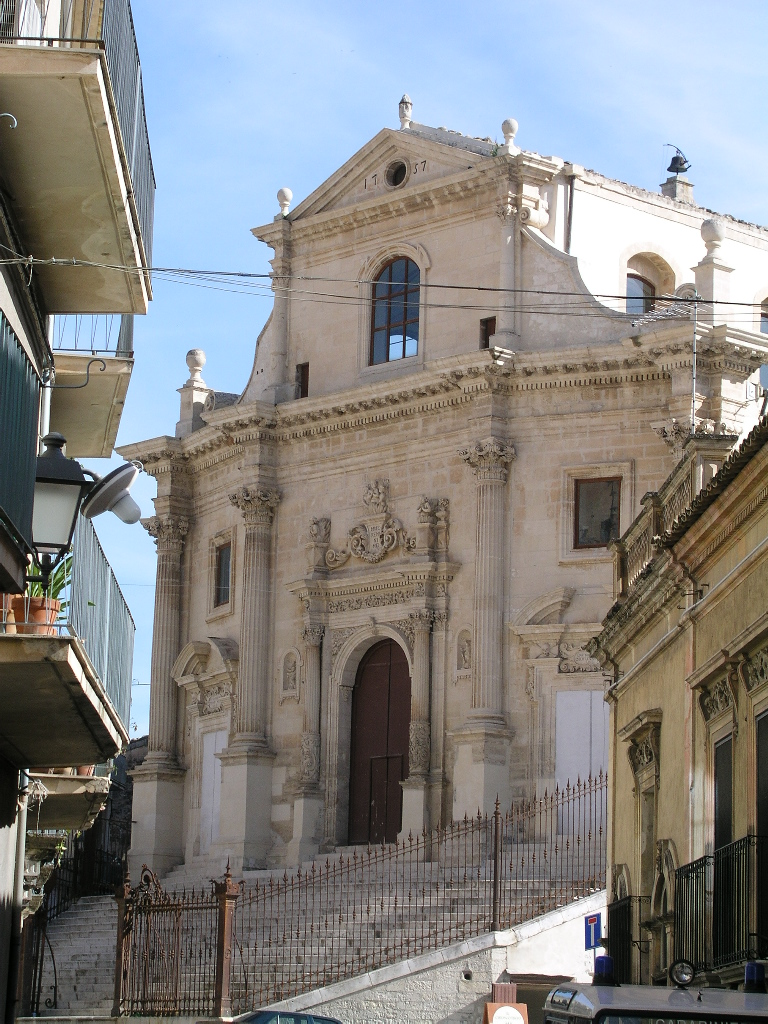
La chiesa delle Anime del Purgatorio - Ragusa
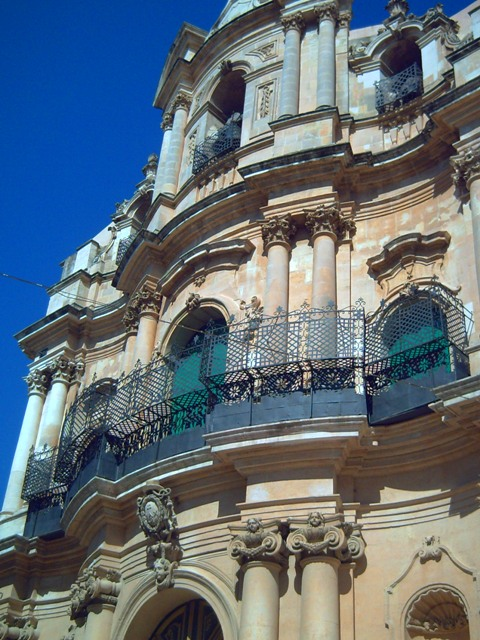
San Giovanni Evangelista a Scicli
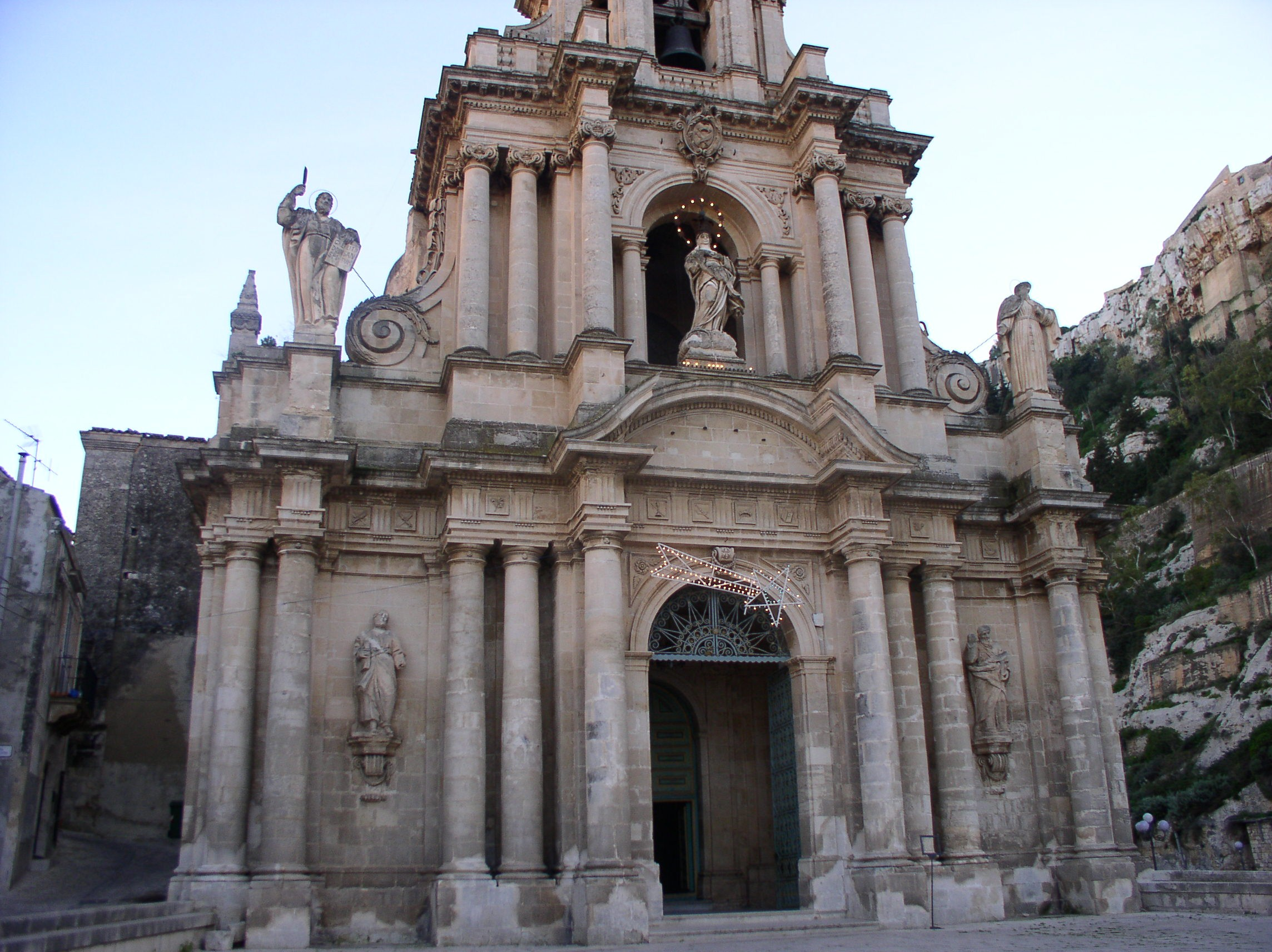
La chiesa di San Bartolomeo - Scicli
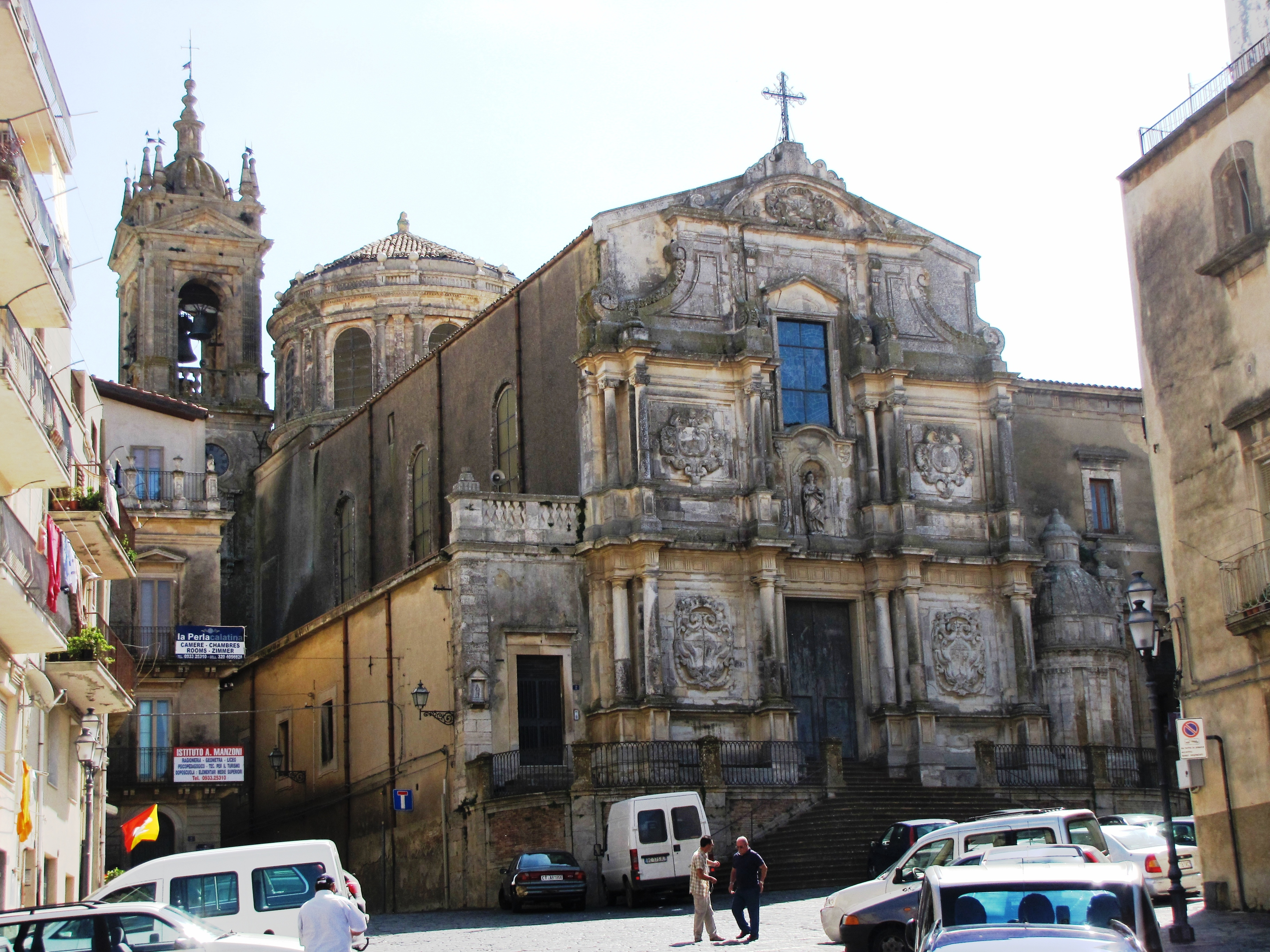
Chiesa di San Francesco d'Assisi - Caltagirone
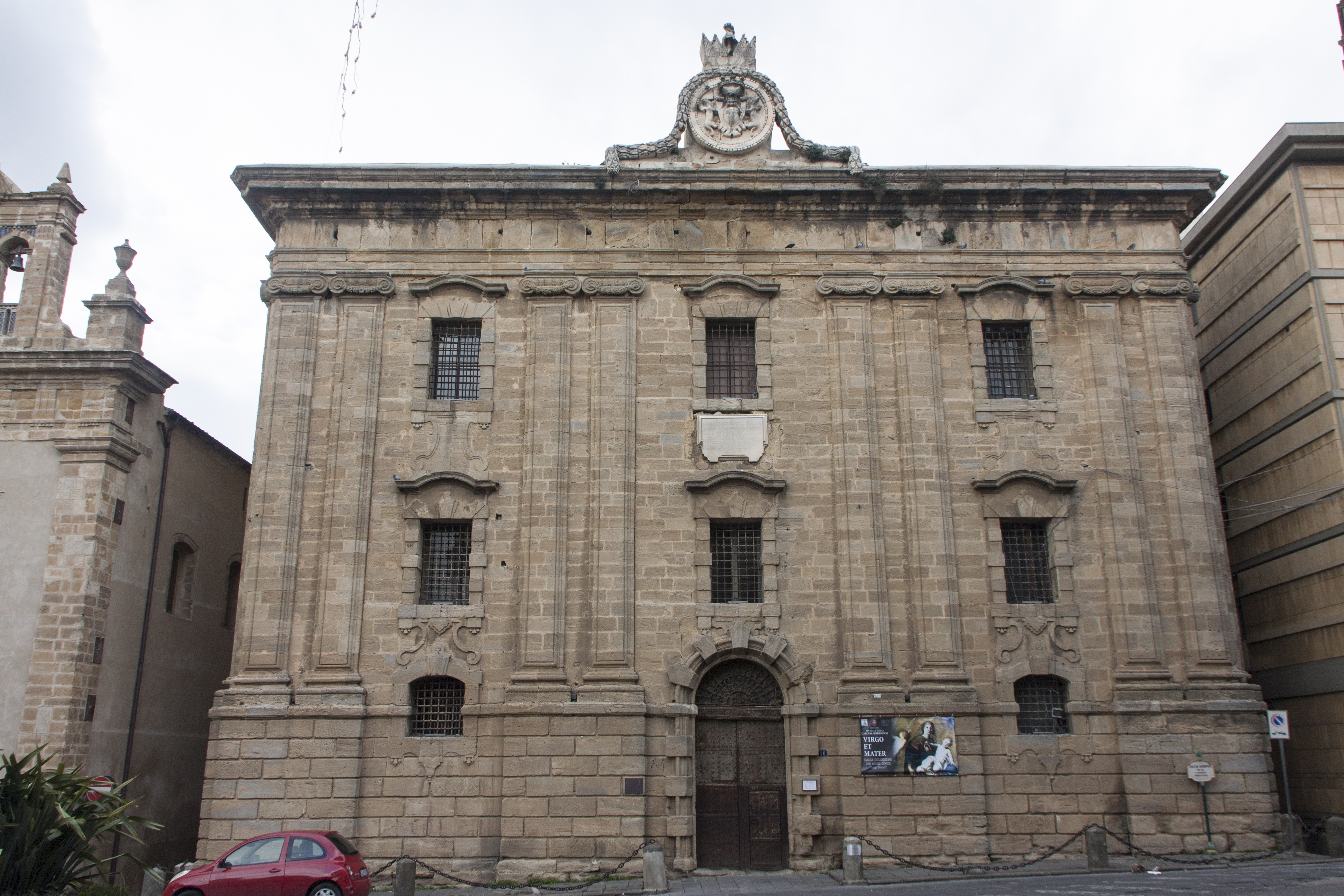
Carcere Borbonico - Caltagirone
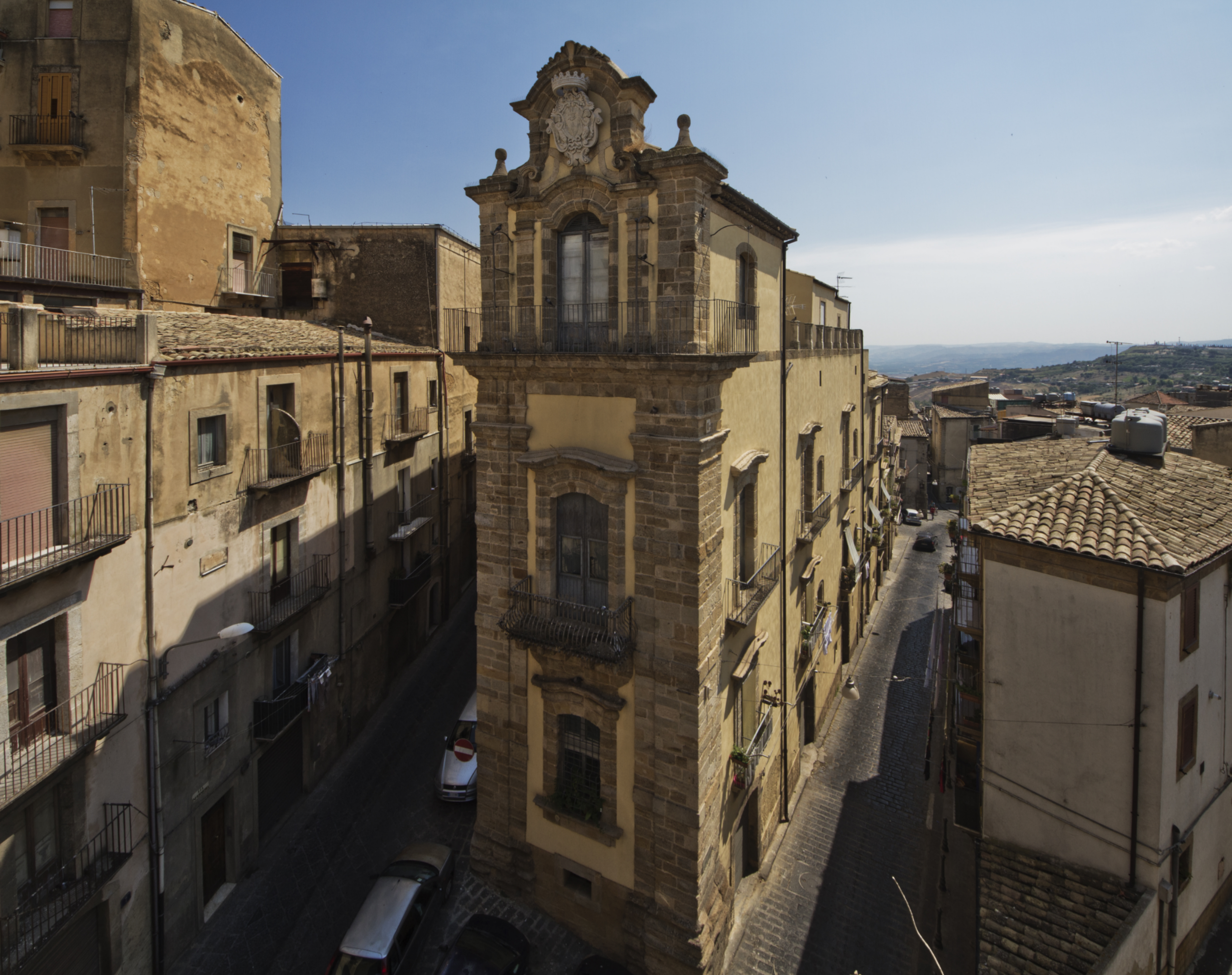
Palazzo Sant'Elia - Caltagirone
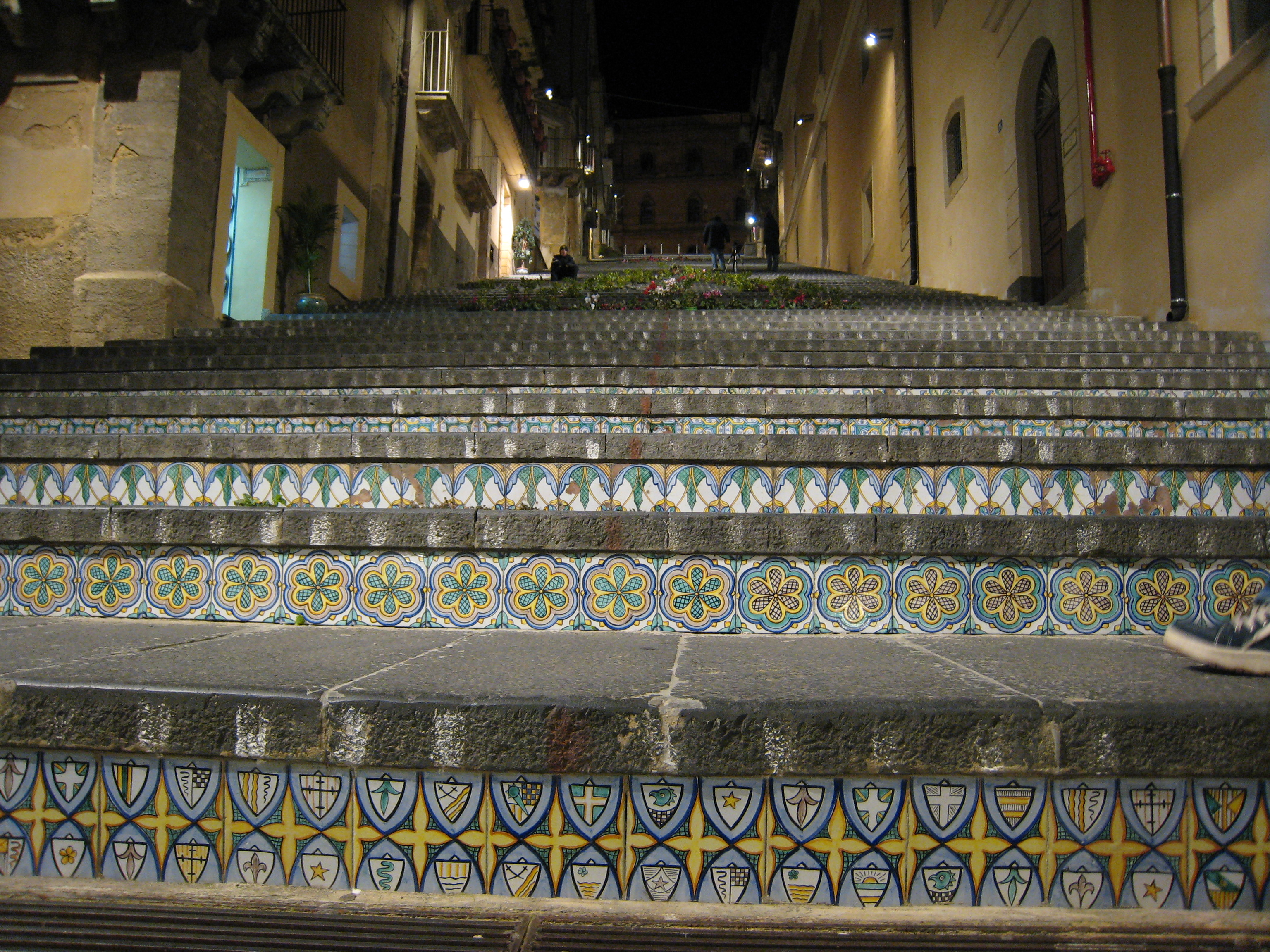
Scalinata di Santa Maria del Monte - Caltagirone
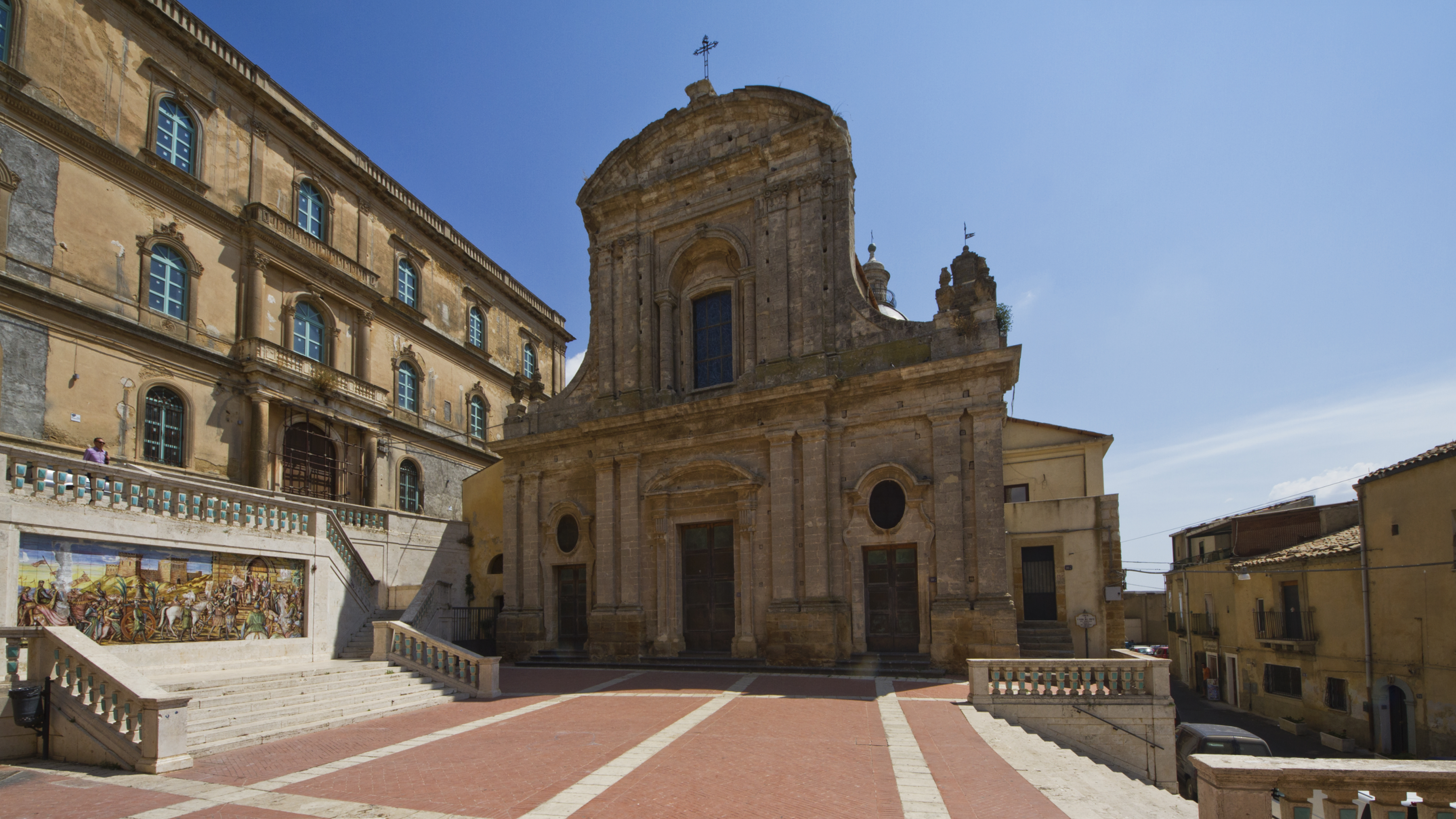
Chiesa di Santa Maria del Monte - Caltagirone
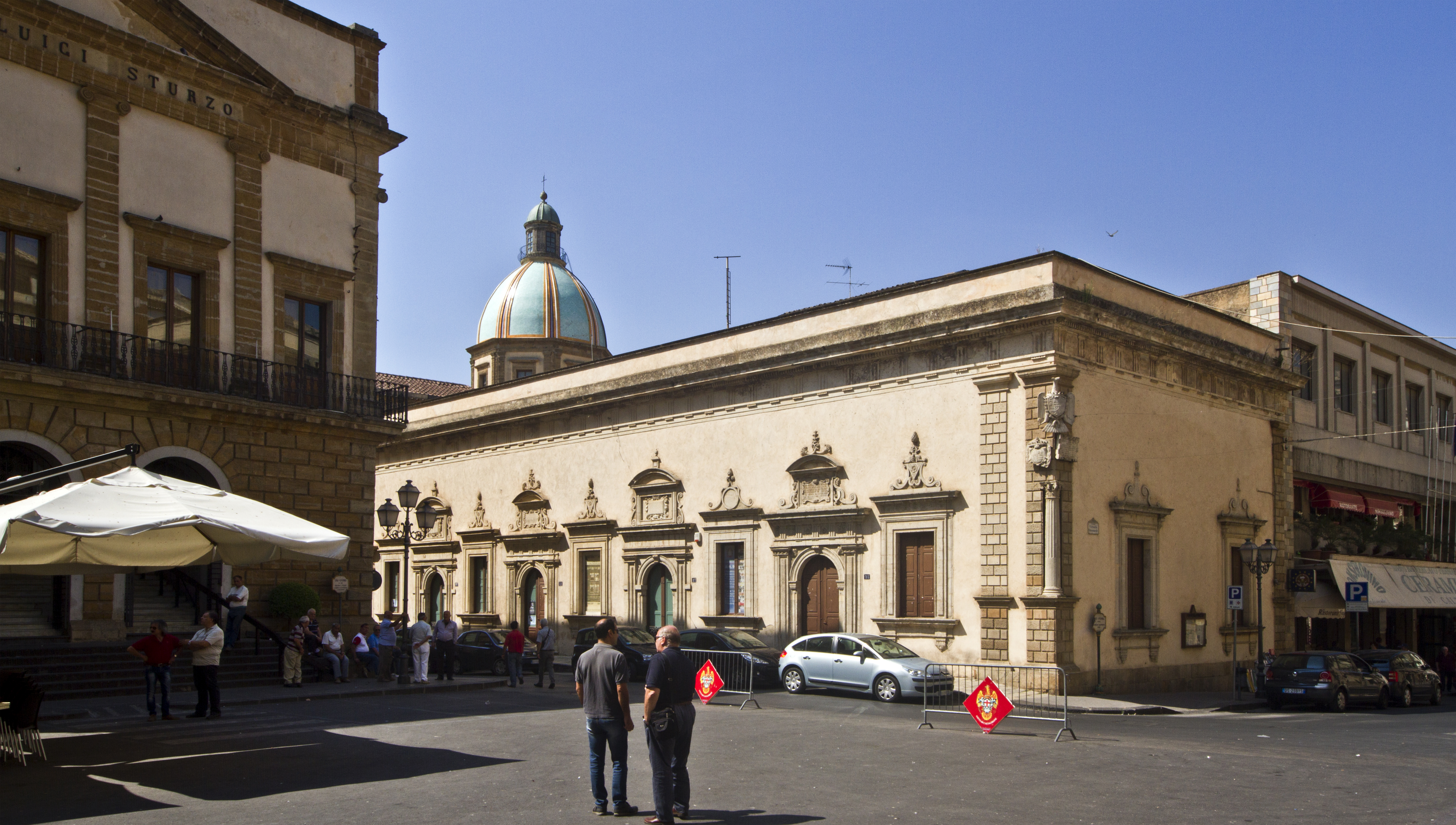
Corte Capitaniale di Caltagirone
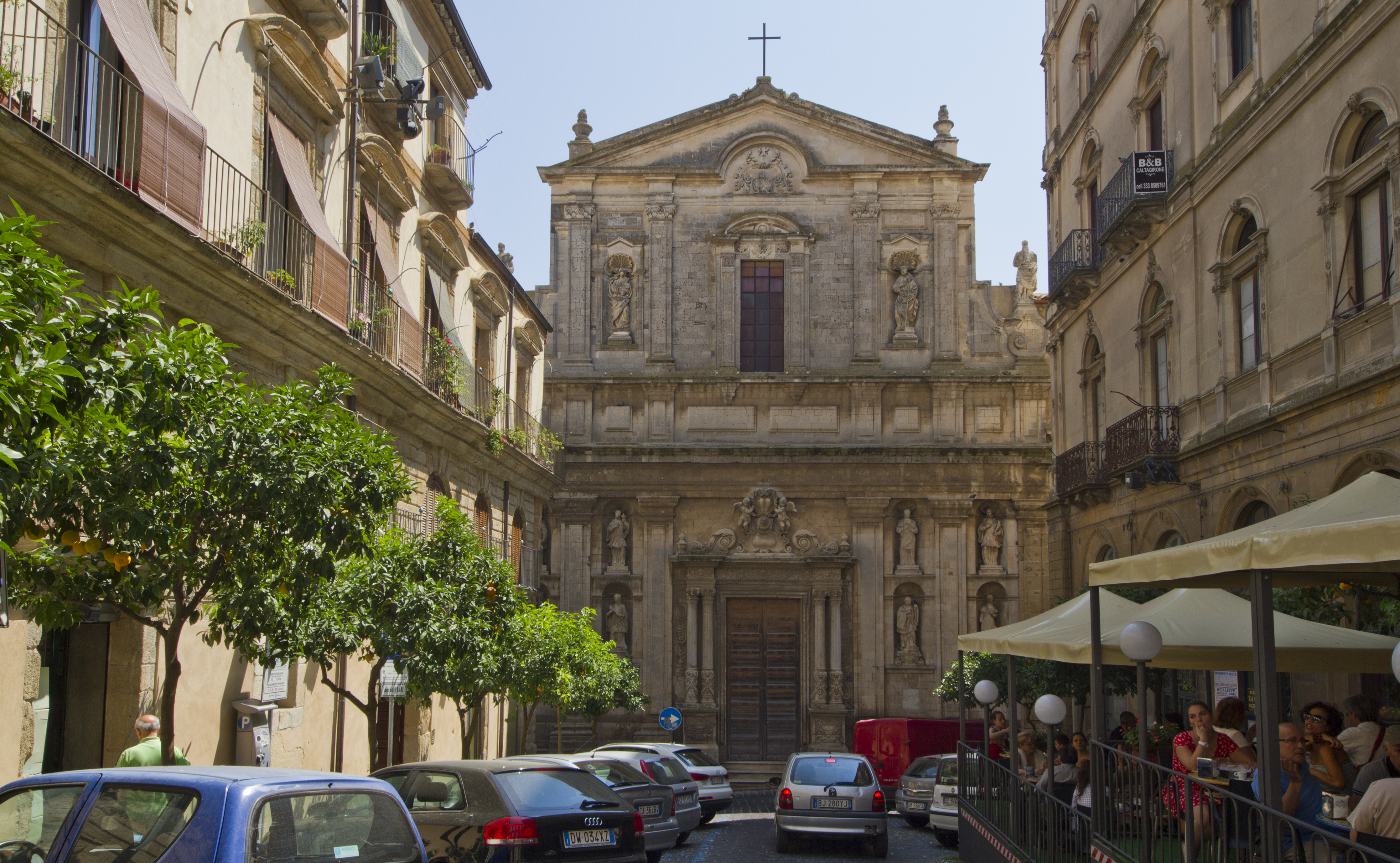
Chiesa del Gesù - Caltagirone